# John Harold Lozano
John Harold Lozano Prado (Cali, 1972. március 30. –), kolumbiai válogatott labdarúgó.
A kolumbiai válogatott tagjaként részt vett az 1994-es és az 1998-as világbajnokságon, az 1993-as, az 1995-ös, az 1999-es Copa Américán, az 1992. évi nyári olimpiai játékokon és a 2003-as CONCACAF-aranykupán.

## Sikerei, díjai
Atlético Nacional
- Kolumbiai bajnok (1): 1992

Mallorca
- Spanyol kupagyőztes (1): 2002–03

Pachuca
- Mexikói bajnok (1): 2003 Apertura

Kolumbia
- Copa América bronzérmes (2): 1993, 1995